# Un monde parfait (film)
Pour les articles homonymes, voir Un monde parfait.
Pour plus de détails, voir Fiche technique et Distribution.
Un monde parfait ou Un monde idéal au Québec (A Perfect World) est un film américain réalisé par Clint Eastwood et sorti en 1993.
À sa sortie, le film reçoit des critiques globalement positives. Si le film connaît un échec au box-office américain avec seulement 31 millions de dollars de recettes, dépassant à peine à son budget de 30 millions,,, il rencontre un succès dans le reste du monde, notamment en France, avec 104 millions de dollars engrangées à l'international, portant le total mondial à 135,1 millions de dollars . Il est largement considéré comme l'un des meilleurs films d'Eastwood par certains critiques et fans,,,,. 

## Synopsis
En 1963, Butch Haynes et Terry Pugh s'évadent de la prison d'Huntsville au Texas. Dans leur cavale, ils enlèvent un jeune garçon, Phillip. Mais la « cohabitation » entre les deux fugitifs est houleuse, au point que Butch tue son comparse, qui avait tenté de s'en prendre au gamin. Progressivement, un fort attachement mutuel de type quasiment père-fils, va naître entre Butch et l'enfant, tous les deux ayant comme point commun de grandir ou d'avoir grandi sans figure paternelle.
Concomitamment, un groupe de policiers, formé entre autres du Texas Ranger Red Garnett, de la jeune criminologue Sally Gerber et du tireur d'élite du FBI Bobby Lee, est à leur poursuite. Les policiers sont persuadés que l'enfant court un grand danger en étant retenu otage par ce dangereux fugitif.

## Fiche technique
- Titre français : Un monde parfait
- Titre québécois : Un monde idéal
- Titre original : A Perfect World
- Réalisation : Clint Eastwood
- Scénario : John Lee Hancock
- Musique : Lennie Niehaus
- Photographie : Jack N. Green
- Montage : Joel Cox et Ron Spang
- Concepteurs des décors : Henry Bumstead
- Directeur artistique : Jack Taylor, Jr
- Décors : Alan Hicks
- Costumes : Erica Edell Phillips
- Budget : 30 000 000 dollars
- Producteur : Mark Johnson et David Valdes
- Sociétés de production : Malpaso Productions et Warner Bros.
- Société de distribution : Warner Bros.
- Pays de production :  États-Unis
- Langue originale : anglais
- Formats : 2.35:1 - couleur (Technicolor) - 35 mm - son Dolby Digital
- Genre : road movie, drame, policier
- Durée : 138 minutes
- Dates de sortie[9] :
  - États-Unis : 24 novembre 1993
  - France : 15 décembre 1993
- Affiche : Bill Gold (États-Unis)

## Distribution
- Kevin Costner (VF : Bernard Lanneau, VQ : Marc Bellier) : Robert « Butch » Haynes
- Clint Eastwood (VF : Jean-Claude Michel, VQ : Jean Fontaine) : Red Garnett
- Jennifer Griffin (VF : Françoise Cadol) : Gladys Perry, la mère de Phillip
- Laura Dern (VF : Rafaele Moutier, VQ : Élizabeth Lesieur) : Sally Gerber
- T. J. Lowther (VF : Pascal Grull) : Phillip Perry, « Buzz »
- Keith Szarabajka (VF : Philippe Peythieu, VQ : Éric Gaudry) : Terry James Pugh
- Leo Burmester (VF : Benoît Allemane, VQ : Luc Durand) : Tom Adler
- Paul Hewitt (VQ : François Godin) : Dick Suttle
- Bradley Whitford (VF : Vincent Violette, VQ : Bernard Fortin) : Bobby Lee
- John M. Jackson (VF : Gilbert Levy) : Bob Fielder
- Connie Cooper (VF : Régine Teyssot) : la femme de Bob Fielder
- Wayne Dehart (VF : Mario Santini) : Mack
- Kevin Jamal Woods (VF : Hervé Grull) : Cleveland
- Ray McKinnon (VF : Eric Missoffe, VQ : Jean-Marie Moncelet) : Bradley
- Darryl Cox (VF : Jean-Jacques Nervest, VQ : Yves Massicotte) : M. Hughs
- Dennis Letts (VF : Pierre Hatet) : le gouverneur
- Bruce McGill (VF : Jean-Claude Sachot, VQ : Ronald France) : Paul Saunders
- Mary Alice (VF : Anne Ludovik) : Dottie
- Linda Hart : Eileen

## Production

### Développement et attribution des rôles
Alors que le film a été proposé à Steven Spielberg, c'est finalement Clint Eastwood qui récupère le projet. Il n'avait cependant à l'origine pas l'intention de jouer dans le film, seulement de le mettre en scène. Alors que Denzel Washington est un temps envisagé, le rôle principal revient finalement à Kevin Costner. Ce dernier convainc alors Clint Eastwood d'endosser le rôle de Red Garnett.

### Tournage
Le tournage a lieu au Texas (Martindale, Bastrop, Huntsville, Austin, Brackettville, Wimberley, Driftwood, Manor et Texas), dans l'Alabama (Birmingham) et en Caroline du Sud (Beaufort).

## Accueil

### Critique
Le film reçoit des critiques globalement positives. Sur l'agrégateur américain Rotten Tomatoes, il récolte 79% d'opinions favorables pour 33 critiques et une note moyenne de 7,21⁄10. Sur Metacritic, il obtient une note moyenne de 71⁄100 pour 24 critiques.
Les Cahiers du cinéma le classe à la 1re place de leur top 10 des films sortis en 1993.

### Box-office
Un monde parfait sort dans les salles américaines le 24 novembre 1993 en pleine période de Thanksgiving et rapporte 8 075 582 dollars de recettes lors de son premier week-end à l'affiche, où il affiche une moyenne de 4 111 dollars sur les 1 964 salles le diffusant . Il se hisse en troisième place du box-office derrière Madame Doubtfire, également sorti le même jour, et Les Valeurs de la famille Addams. Ce résultat est néanmoins en net retrait par rapport au démarrage de Impitoyable (15 018 007 dollars de recettes sur 2 071 salles). Le long-métrage peine à se maintenir au box-office et après six semaines à l'affiche, il a engrangé plus de 29 400 000 dollars de recettes. Finalement, l'exploitation américaine de Un monde parfait, se finissant à 31 226 971 dollars de recettes, est considéré comme un échec commercial. La contre-performance au box-office peut s'expliquer par le choix de Kevin Costner d'incarner un anti-héros imparfait alors que l'acteur est connu pour avoir joué des hommes de premier plan sympathiques, mais aussi que Costner et Eastwood étaient indisponibles pour promouvoir le film, le premier étant occupé par le tournage de Wyatt Earp et le second était encore occupé à la post-production du long-métrage achevé deux semaines avant la sortie.
En France, Un monde parfait sort le 15 décembre 1993 et occupe durant cinq semaines la deuxième place du box-office avec 1 878 369 entrées cumulées, dont 459 900 entrées en première semaine. Finalement, il totalise 3 148 826 entrées en fin d'exploitation.
À l'international, le film marche mieux et totalise 104 000 000 $, portant le cumul mondial à 135 226 971 dollars, affichant une rentabilité de 451% par rapport à son budget de 30 millions.

## Commentaire
La scène d'ouverture du film avec le fugitif interprété par Kevin Costner allongé paisiblement dans l'herbe d'un pré correspond, aussi à la fin du film ; ce qui fait boucler la narration. Cette position évoque fortement le personnage unique du poème d'Arthur Rimbaud Le Dormeur du val. À l’instar de ce célèbre poème, on ne découvre le destin tragique du fugitif qu'à la toute fin de l'histoire.